# CGTN
CGTN, cunoscut anterior sub numele CCTV-9 și CCTV News, este un canal internațional de știri transmise în limba engleză, unul dintre cele șase canale care aparțin China Global Television Network, companie cu sediul la Beijing, China, deținută de China Central Television (CCTV), organizație media aflată sub controlul Departamentului de Relații Publice al Partidului Comunist Chinez.
CGTN are în prezent trei birouri din care își efectuează transmisiunile: la Beijing (biroul central), Nairobi și Washington, D.C., precum și alte 70 de biroul în întreaga lume.
Televiziunea transmite buletine de știri, reportaje amănunțite și programe de comentarii. Semnalul pe satelit este liber și poate fi captat în peste 100 de țări.
În România, CGTN este disponibil în grilele companiilor Focus Sat, Digi (RCS & RDS), Vodafone, INES și Orange SA.